# Vismia sprucei
Vismia sprucei är en johannesörtsväxtart som beskrevs av Thomas Archibald Sprague. Vismia sprucei ingår i släktet Vismia och familjen johannesörtsväxter. Inga underarter finns listade i Catalogue of Life.